# Wolfgang Jahn (Bankmanager)
Wolfgang Jahn (* 27. September 1918; † 24. Juni 2005 in Meerbusch) war ein deutscher Bankmanager.

## Leben
Jahn war promovierter Volkswirt. Er gehörte langjährig dem Vorstand der Commerzbank an und war außerdem Aufsichtsratsvorsitzender der Wuppertaler Seidenweberei Gebhard.
Von 1984 bis 1996 war er Schatzmeister der Konrad-Adenauer-Stiftung. Zeitweise war er auch stv. Vorsitzender des Beirates der Baukommission für das Konrad-Adenauer-Haus.
Jahn war Mitbegründer der Lorenz-von-Stein-Gesellschaft.
Er war Ritter des päpstlichen St.-Gregorius-Ordens und Träger des Großen Verdienstkreuzes der Bundesrepublik Deutschland.

## Aufsichtsräte (Auswahl)
Jahn war Mitglied zahlreicher Aufsichtsräte:
- Gebhard & Co. A.G., Seidenweberei, Wuppertal-Vohwinkel
- Rheinisch-Westfälische Boden-Credit-Bank, Köln
- Ringsdorff-Werke GmbH, Bonn-Bad Godesberg-Mehlem
- Vereinigte Deutsche Nickel-Werke AG., Schwerte
- Commercial Bank of Dubai Ltd., Dubai
- International Commercial Bank, Ltd., London
- Societe Financiere pour les Pays d'Outre-Mer, Genf
- World Banking Corporation Ltd., Nassau/Bahamas

## Privates
Seine Tochter ist Marie-Agnes Strack-Zimmermann.

## Belege
1. 1 2  S. 515, PDF-Datei, S. 58
2. ↑  Gar nichts gemerkt. In: Der Spiegel. 23. Mai 1976, ISSN 2195-1349 (spiegel.de [abgerufen am 22. Januar 2023]): „Weder Aufsicht noch Rat ihres Aufsichtsratschefs Wolfgang Jahn, im Hauptberuf Commerzbank-Vorstand, reichten drei Jahre später aus, um die Wuppertaler Seidenweberei Gebhard vor dem Ruin zu bewahren. Diagnostizierte Konkursverwalter Rolf Schmidt die Ursachen der spektakulären Textilpleite: »Die Kontrolle durch den Aufsichtsrat war nicht ausreichend.«“
3. ↑  Günter Buchstab, Denise Lindsay: Barzel: unsere Alternativen für die Zeit der Opposition : die Protokolle des CDU-Bundesvorstands 1969-1973. Droste, 2009, ISBN 978-3-7700-1907-6 (google.com [abgerufen am 12. Februar 2023]).
4. ↑  Zur Geschichte der Lorenz-von-Stein-Gesellschaft | Mannheimer Zentrum für Europäische Sozialforschung. Abgerufen am 12. Februar 2023.
5. ↑  Alle Traueranzeigen für Wolfgang Jahn | trauer.rp-online.de. Abgerufen am 22. Januar 2023 (deutsch).
6. ↑  Leitende Männer der deutschen Wirtschaft. Abgerufen am 15. November 2023 (deutsch).

| Personendaten    | Personendaten         |
| ---------------- | --------------------- |
| NAME             | Jahn, Wolfgang        |
| KURZBESCHREIBUNG | deutscher Bankmanager |
| GEBURTSDATUM     | 27. September 1918    |
| STERBEDATUM      | 24. Juni 2005         |
| STERBEORT        | Meerbusch             |